# Baseball aux Jeux panaméricains de 2007
Le tournoi de baseball des Jeux Panaméricains 2007 se tient du 14 au 19 juillet 2007 à Rio de Janeiro au Brésil.
Seul un tournoi masculin est disputé. Les matchs se déroulent à Cidade do Rock, où des infrastructures de baseball temporaires sont aménagées pour la compétition.
Cuba remporte son dixième titre consécutif en battant les États-Unis en finale, 3-1.

## Participants
Huit équipes participent à la compétition. Le Brésil, pays hôte, est qualifié d'office, alors que les sept autres formations se qualifient lors d'un tournoi en 2006:
| Poule A          |
| ---------------- |
| Brésil           |
| États-Unis       |
| Nicaragua        |
| Rép. dominicaine |

| Poule B   |
| --------- |
| Cuba      |
| Mexique   |
| Panama    |
| Venezuela |

## Format du tournoi
Les équipes sont réparties en deux poules au format round robin. Les deux premiers de poule avancent en demi-finales croisées et finales.

## Premier tour

### Poule A
| Date       | Lieu           | Recevant         | Visiteur         | Score  |
| ---------- | -------------- | ---------------- | ---------------- | ------ |
| 15 juillet | Cidade do Rock | Brésil           | Nicaragua        | 1 - 0  |
| 15 juillet | Cidade do Rock | Rép. Dominicaine | États-Unis       | 1 - 5  |
| 16 juillet | Cidade do Rock | Brésil           | Rép. Dominicaine | 2 - 14 |
| 16 juillet | Cidade do Rock | Nicaragua        | États-Unis       | 4 - 8  |
| 18 juillet | Cidade do Rock | États-Unis       | Brésil           | 8 - 4  |
| 18 juillet | Cidade do Rock | Nicaragua        | Rép. Dominicaine | 2 - 0  |

| Pl. | Équipe           | J | V | D | PM | PC | %     |
| --- | ---------------- | - | - | - | -- | -- | ----- |
| 1   | États-Unis       | 3 | 3 | 0 | 21 | 9  | 1.000 |
| 2   | Nicaragua        | 2 | 1 | 2 | 6  | 9  | .333  |
| 3   | Rép. dominicaine | 3 | 1 | 2 | 15 | 9  | .333  |
| 4   | Brésil           | 3 | 1 | 2 | 7  | 22 | .333  |

### Poule B
| Date       | Lieu           | Recevant  | Visiteur  | Score |
| ---------- | -------------- | --------- | --------- | ----- |
| 14 juillet | Cidade do Rock | Panama    | Cuba      | 4 - 3 |
| 15 juillet | Cidade do Rock | Venezuela | Panama    | 2 - 4 |
| 15 juillet | Cidade do Rock | Mexique   | Cuba      | 1 - 8 |
| 16 juillet | Cidade do Rock | Panama    | Mexique   | 0 - 9 |
| 16 juillet | Cidade do Rock | Cuba      | Venezuela | 4 - 3 |
| 18 juillet | Cidade do Rock | Mexique   | Venezuela | 3 - 2 |

| Pl. | Équipe    | J | V | D | PM | PC | %    |
| --- | --------- | - | - | - | -- | -- | ---- |
| 1   | Cuba      | 3 | 2 | 1 | 15 | 0  | .667 |
| 2   | Mexique   | 2 | 2 | 1 | 13 | 10 | .667 |
| 3   | Panama    | 3 | 1 | 2 | 8  | 14 | .667 |
| 4   | Venezuela | 3 | 0 | 3 | 7  | 11 | .000 |

## Dernier carré
|  | Demi-finales                     | Demi-finales                     |                        |   | Finale                           | Finale                           |
|  | Demi-finales                     | Demi-finales                     |                        |   | Finale                           | Finale                           |
|  |                                  |                                  |                        |   |                                  |                                  |
|  | 18 juillet 2007 à Rio de Janeiro | 18 juillet 2007 à Rio de Janeiro |                        |   | 20 juillet 2007 à Rio de Janeiro | 20 juillet 2007 à Rio de Janeiro |
|  | 18 juillet 2007 à Rio de Janeiro | 18 juillet 2007 à Rio de Janeiro |                        |   | 20 juillet 2007 à Rio de Janeiro | 20 juillet 2007 à Rio de Janeiro |
|  | États-Unis                       | 2                                |                        |   | 20 juillet 2007 à Rio de Janeiro | 20 juillet 2007 à Rio de Janeiro |
|  | États-Unis                       | 2                                |                        |   | 20 juillet 2007 à Rio de Janeiro | 20 juillet 2007 à Rio de Janeiro |
|  | Mexique                          | 1                                |                        |   | 20 juillet 2007 à Rio de Janeiro | 20 juillet 2007 à Rio de Janeiro |
|  | Mexique                          | 1                                | Cuba                   | 3 |                                  |                                  |
|  | 18 juillet 2007 à Rio de Janeiro |                                  | Cuba                   | 3 |                                  |                                  |
|  |                                  | États-Unis                       | 1                      |   |                                  |                                  |
|  | Cuba                             | États-Unis                       | 1                      | 4 |                                  |                                  |
|  | Cuba                             |                                  |                        | 4 |                                  |                                  |
|  | Nicaragua                        | 0                                |                        |   |                                  |                                  |
|  | Nicaragua                        | 0                                | Match pour la 3e place |   |                                  |                                  |
|  |                                  |                                  |                        |   |                                  |                                  |
|  | 20 juillet 2007 à Rio de Janeiro |                                  |                        |   |                                  |                                  |
|  |                                  |                                  |                        |   |                                  |                                  |
|  | Nicaragua                        | *                                |                        |   |                                  |                                  |
|  | Nicaragua                        | *                                |                        |   |                                  |                                  |
|  | Mexique                          | *                                |                        |   |                                  |                                  |
|  | Mexique                          | *                                |                        |   |                                  |                                  |

- Le match pour la médaille de bronze est annulé en raison de la pluie.

## Classement final
| Pl. | Sélection        |
| --- | ---------------- |
|     | Cuba             |
|     | États-Unis       |
|     | Nicaragua        |
|     | Mexique          |
| =5  | Panama           |
| =5  | Rép. dominicaine |
| =5  | Brésil           |
| =5  | Venezuela        |